# Abd-al-Haqq (nom)
Abd-al-Haqq és un nom masculí teòfor àrab islàmic (àrab: عبد الحق, ʿAbd al-Ḥaqq) que literalment significa ‘Servidor de la Veritat’, essent «la Veritat» un dels epítets de Déu. Si bé Abd-al-Haqq és la transcripció normativa en català del nom en àrab clàssic, també se'l pot trobar transcrit Abdul Haq... normalment per influència de la pronunciació dialectal o seguint altres criteris de transliteració. Com a teòfor, també el duen molts musulmans no arabòfons que l'han adaptat a les característiques fòniques i gràfiques de la seva llengua: en turc, Abdülhak.
Vegeu aquí personatges i llocs que duen aquest nom.